# Frasers Property

Frasers Property

Frasers Property ist ein multinationales Immobilienverwaltungsunternehmen aus Singapur, das Immobilien auf der ganzen Welt entwickelt, besitzt und verwaltet. Sie besitzt und verwaltet Immobilien in den Bereichen Gewerbe, Wohnen, Gastgewerbe, Einzelhandel sowie Industrie und Logistik. Es hat seinen Hauptsitz in Singapur und wird auf der Hauptplatine der Singapore Exchange Securities Trading Limited (SGX-ST) gehandelt. Es sponsert auch Real Estate Investment Trusts (REITs), darunter einen Stapeltrust, von denen zwei ebenfalls an der SGX-ST notiert sind. Es gehört der TCC-Gruppe des thailändischen chinesischen Milliardärs Charoen Sirivadhanabhakdi.

## Geschichte

### Anfangsphase
Das Unternehmen, das später als Frasers Property bekannt wurde, wurde 1963 als Cold Storage Limited als Markt- und Einzelhandelskette gegründet. Die erste entwickelte Immobilie war ein Einkaufszentrum namens The Centrepoint an der Orchard Road in Singapur. Der Bau dieser Entwicklung begann 1980 und wurde 1983 abgeschlossen. In den frühen 1980er Jahren begann das Unternehmen, seine Nicht-Immobilien-Vermögenswerte zu veräußern.

### Übernahme
1987 übernahmen Fraser und Neave und Goodman Fielder Wattie die Kontrolle über Cold Storage Holdings, die Holdinggruppe für die Lebensmittelherstellung, den Einzelhandel und die Immobilienbranche von Cold Storage. 1988 wurde die Immobiliensparte von Cold Storage zu Centrepoint Properties Limited (CPL) und nahm auch den Handel an der Singapore Exchange (SGX) auf. 1990 wurde CPL nach einer Umstrukturierung Mitglied von Fraser und Neave. Zum Zeitpunkt der Übernahme war die einzige Funktion von CPL als Eigentümer und Betreiber des Einkaufszentrums The Centrepoint und ihr Geschäftsführer war G.H. Darwin.

### Erweiterung  des Portfolios
In den folgenden Jahren erweiterte das Unternehmen sein Portfolio, eröffnete einen weiteren Einkaufskomplex, Northpoint, in Singapur und erwarb ein Einkaufszentrum mit Sitz in Sydney, Bridgepoint. 1994 eröffnete CPL mit The Anchorage, einem Eigentumswohnungskomplex am Standort einer ehemaligen Anchor Brewery in Singapur, sein erstes Wohnprojekt und begann mit der Verwaltung. 1996 legte es den ersten Spatenstich für sein erstes kommerzielles Projekt in Vietnam namens Me Linh Point in Ho-Chi-Minh-Stadt vor. Der 21-stöckige Handels- und Gewerbeturm wurde 1999 fertiggestellt.
1996, G. H. Darwin zog sich als Executive Director zurück und wurde durch Jeffrey Heng ersetzt, der die Rolle des CEO übernahm. Unter Heng expandierte Centrepoint mit den Hotelmarken Fraser Place und Fraser Suites in das Gastgewerbe. 1998 waren Fraser Suites Singapore und Fraser Place Robertson Walk die ersten von F&N betreuten Residenzen. Anschließend eröffnete das Unternehmen Standorte in Großbritannien, Südkorea und auf den Philippinen. Mit der Wohnsiedlung Annandale House wagte sich das Unternehmen im Jahr 2000 erstmals auch nach Großbritannien. Seine erste Entwicklung in China erfolgte 2001 mit dem JingAn Four Seasons in Shanghai.

### Entwicklung des Real Estate Trusts
Im Jahr 2002 wurde Centrepoint Properties eine hundertprozentige Tochtergesellschaft von Fraser und Neave, die es privatisierten, indem es von der SGX gestrichen wurde. Lim Ee Seng wurde 2004 zum CEO von Centrepoint Properties ernannt. Zwei Jahre später wurde das Unternehmen in Frasers Centrepoint Limited (FCL) umbenannt. Mit dem Frasers Centrepoint Trust (FCT) hat das Unternehmen auch seinen ersten Real Estate Investment Trust (REIT) entwickelt. Die FCT startete mit einer Notierung im Mainboard der Singapore Exchange Securities Trading Limited (SGX-ST). 2008 erwarben Fraser und Neave 17,7 % der Anteile am Allco Commercial REIT. Es wurde später in Frasers Commercial Trust (FCOT) umbenannt und unter die Struktur von FCL gestellt. Zwischen 2005 und 2014 stieg das Vermögen von FCL von etwas mehr als 5 Milliarden US-Dollar auf 16,89 Milliarden US-Dollar (SGD).

### Weitere Trusts
Am 9. Januar 2014 wurde nach fast 12-jähriger Abwesenheit offiziell der Handel auf dem Mainboard des SGX-ST aufgenommen. Im Juni 2014 hat FCL den Frasers Hospitality Trust (FHT) ins Leben gerufen, einen etablierten Trust mit Fokus auf das Gastgewerbe. Es ist im SGX-ST gelistet. Ein weiterer REIT, der Frasers Logistics and Industrial Trust (FLT), wurde im Juni 2016 auf dem SGX-ST eingeführt. Im Juli 2014 erwarb Frasers Centrepoint Australand, eine in Australien ansässige Immobiliengruppe, für 2,6 Milliarden US-Dollar (AUD). Australand wurde im August 2015 in Frasers Property Australia umbenannt. Im Jahr 2016 erwarb das Unternehmen eine Beteiligung an der Börse von Thailand notierten Entwicklungsgesellschaft Golden Land.

### Umbenennung
Im Februar 2018 wurde Frasers Centrepoint in Frasers Property umbenannt. Im Februar 2020 übernahm Frasers Property außerdem AsiaMalls Management Pte Ltd, zu der Tiong Bahru Plaza, Hougang Mall, Tampines 1, Century Square und White Sands gehören, aber Liang Court wurde an CapitaLand verkauft. Während der COVID-19-Pandemie wurden zwei weitere Einkaufszentren verkauft - Anchorpoint und Yew Tee Point.
Im Oktober 2023 wurde ein 330 Hektar großes unbebautes Areal im Westen von Melbourne von dem chinesischen Immobilienentwickler Country Garden für 250 Millionen Dollar übernommenen.

## Tochtergesellschaften
Frasers Property besteht aus mehreren Geschäftseinheiten mit Sitz in Singapur, Australien, Thailand, Großbritannien, Vietnam, Kanada und China. Darüber hinaus betreibt sie Geschäftsbereiche für ihre Gastronomiebetriebe sowie Industrie- und Logistikbeteiligungen. Diese Geschäftsbereiche überwachen auch das Management der verschiedenen REITs der Gruppe.
Die Liste der Einkaufszentren, die sich in Frasers Property befinden, umfasst:
- Bedok Point
- Causeway Point
- Century Square
- Changi City Point
- Eastpoint Mall
- Hougang Mall
- Northpoint City
- Robertson Walk
- Tampines 1
- The Centrepoint
- Tiong Bahru Plaza
- Waterway Point
- White Sands